# Kazuya Konno
Kazuya Konno (紺野 和也 Konno Kazuya?, Saitama, 11 de julio de 1997) es un futbolista japonés que juega como centrocampista en el Avispa Fukuoka de la J1 League.

## Trayectoria

### Clubes
| Club           | País  | Año       |
| -------------- | ----- | --------- |
| F. C. Tokyo    | Japón | 2019-2022 |
| Avispa Fukuoka | Japón | 2023-     |

## Palmarés

### Títulos nacionales
| Título         | Club           | País  | Año  |
| -------------- | -------------- | ----- | ---- |
| Copa J. League | F. C. Tokyo    | Japón | 2020 |
| Copa J. League | Avispa Fukuoka | Japón | 2023 |